# 欧洲盾龙属
欧洲盾龙又译作欧洲甲龙，是一属已灭绝的结节龙科厚甲龙亚科恐龙，化石发现于西班牙东北特鲁埃尔省早白垩世（阿尔比阶早期）的下埃斯库查组，仅含唯一种煤炭欧洲盾龙（Europelta carbonensis），所知于两具部分骨骼，亦代表欧洲已知化石最完整的甲龙类。

## 发现

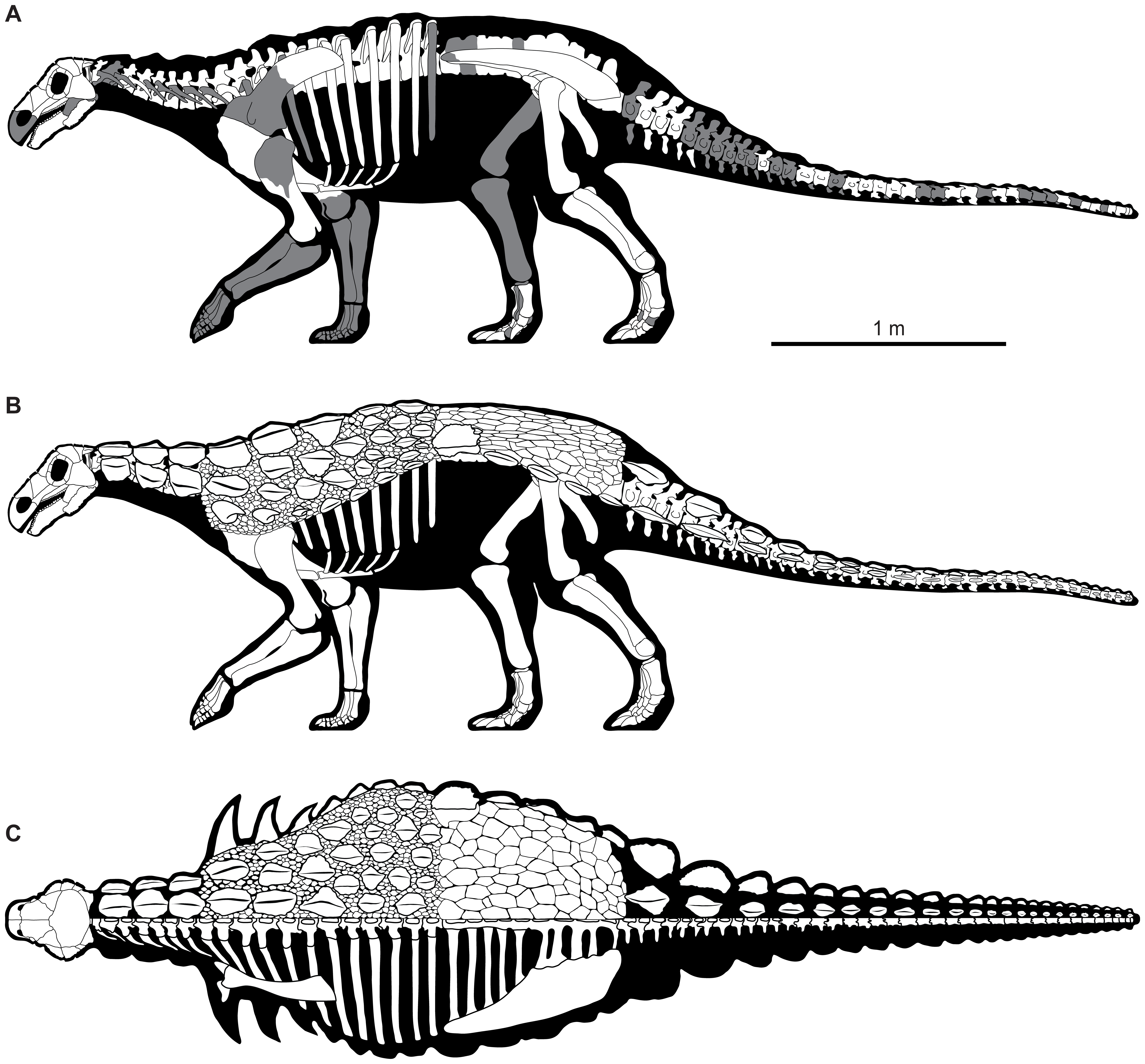
骨骼重建图

本属由詹姆士·柯克兰（James Ian Kirkland）、路易斯·阿尔卡拉（Luis Alcalá）、马克·洛温（Mark A. Loewen）、爱德华多·埃斯皮列兹（Eduardo Espílez）、路易斯·曼佩尔（Luis Mampel）和杰利·威斯玛（Jelle P. Wiersma）于2013年首次命名并叙述，模式种为煤炭欧洲盾龙（Europelta carbonensis）。属名前半部分是欧洲的缩写，因为该属是欧洲大陆上化石最完整的甲龙类，而πέλτα（pelta）在古希腊语中意为“盾”，亦是甲龙类属名的常见后缀，指它们身上的装甲。种名取自拉丁语carbo，意为“来自煤炭”，系表扬为研究人员提供进入圣玛丽亚露天煤矿（即化石发现地）途径的Sociedad Anónima Minera Catalano-Aragonesa集团（SAMCA）。
欧洲盾龙所知于两具部分骨骼，现保存于当地的一家博物馆，名为Fundación Conjunto Paleontológico de Teruel-Dinópolis（又称Museo Aragonés de Paleontología，缩写为FCPTD或MAP）。这些遗骸于2011年发现于阿拉贡北部特鲁埃尔省阿里尼奥以东的Fundación Conjunto Paleontológico of Teruel-Dinópolis地（AR-1）。这一遗址位于SAMCA集团阿里尼奥煤矿运营的最低可开采煤层之下，亦为埃斯库查组的一个植物碎屑层中，从中鉴定出的化石最丰富的恐龙是禽龙科的阿里尼奥谷船首龙。副模标本发现于同一岩层，是从距正模标本发现地200米处采集。根据对孢粉、介形类和轮藻（微型化石）的分析，该遗址可追溯到早白垩世晚期的阿尔比阶前期。

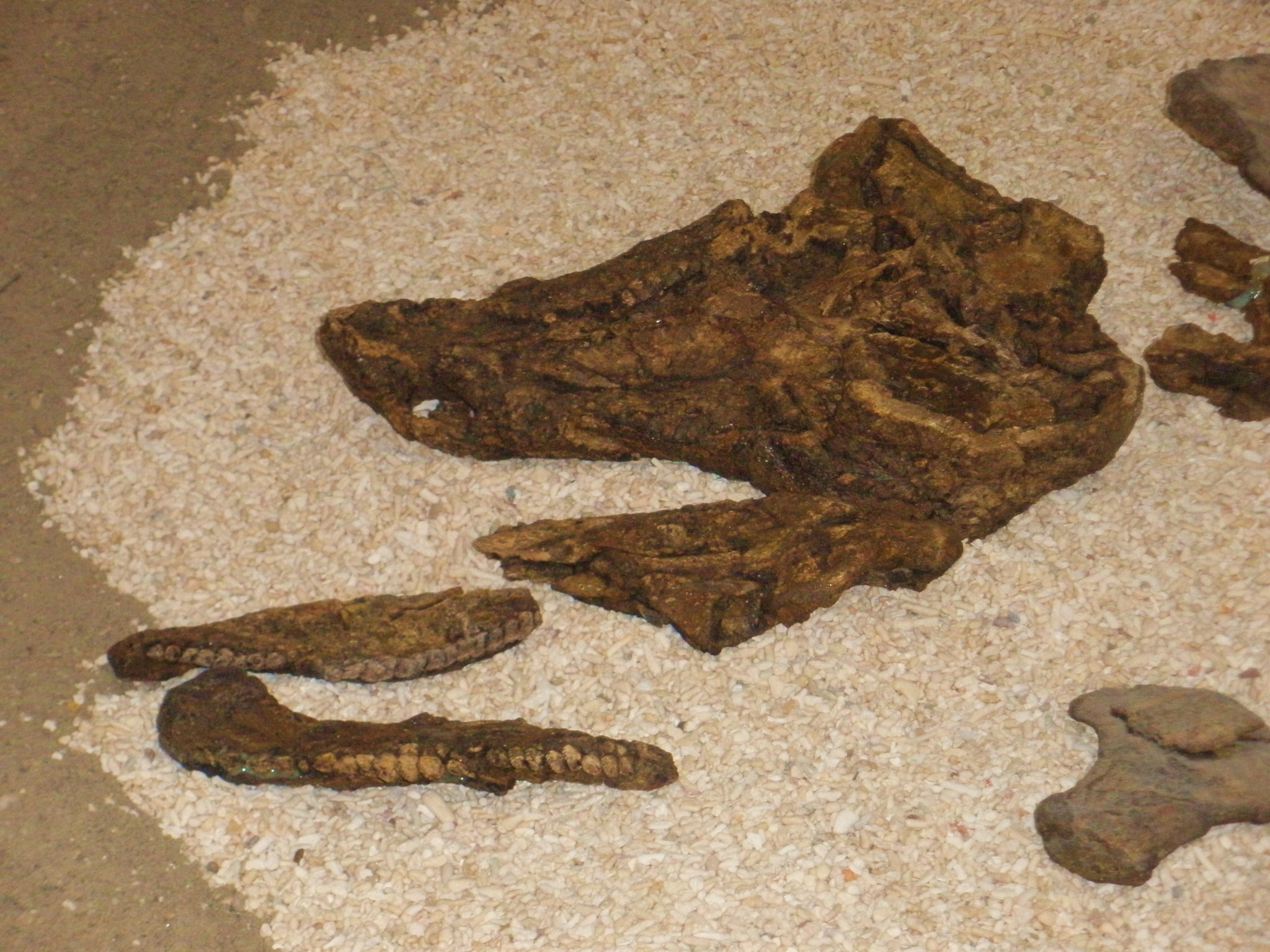
正模标本中的颅骨

正模标本AR-1/10是一具分布在7乘3米范围内的脱节的部分骨骼，由一个几乎完整的颅骨、单个的左和右鼻骨、齿骨碎片、15颗单独的牙齿、一个寰椎、五个颈椎、两根颈肋、可能还有第一节和另外七节颈椎、一段骶骨、三个单独的脊柱、七个脊柱碎片、三个尾椎、四个人字骨、一个带有一小部分肩胛骨的乌喙骨、一个肩胛骨碎片、两个肩胛板、部分肱骨、右髂骨、坐骨和耻骨、左坐骨和耻骨以及70个皮内成骨组成。第二具骨骼AR-1/31定为副模式标本，包括一个带有齿骨、隅骨和上隅骨的部分左颌骨、十颗牙齿、五个颈椎、九个背椎、三个或四个背骶、一个尾骶和14个尾椎、一个骶骨、两个骶肋碎片、两个带融合耻骨的坐骨、两个左髂骨碎片、完整的右髂骨、股骨、胫骨和腓骨、一个跟骨、四个跖骨、八个趾骨、九个爪骨和90个骨内成骨。

## 叙述

### 体型与显著特征

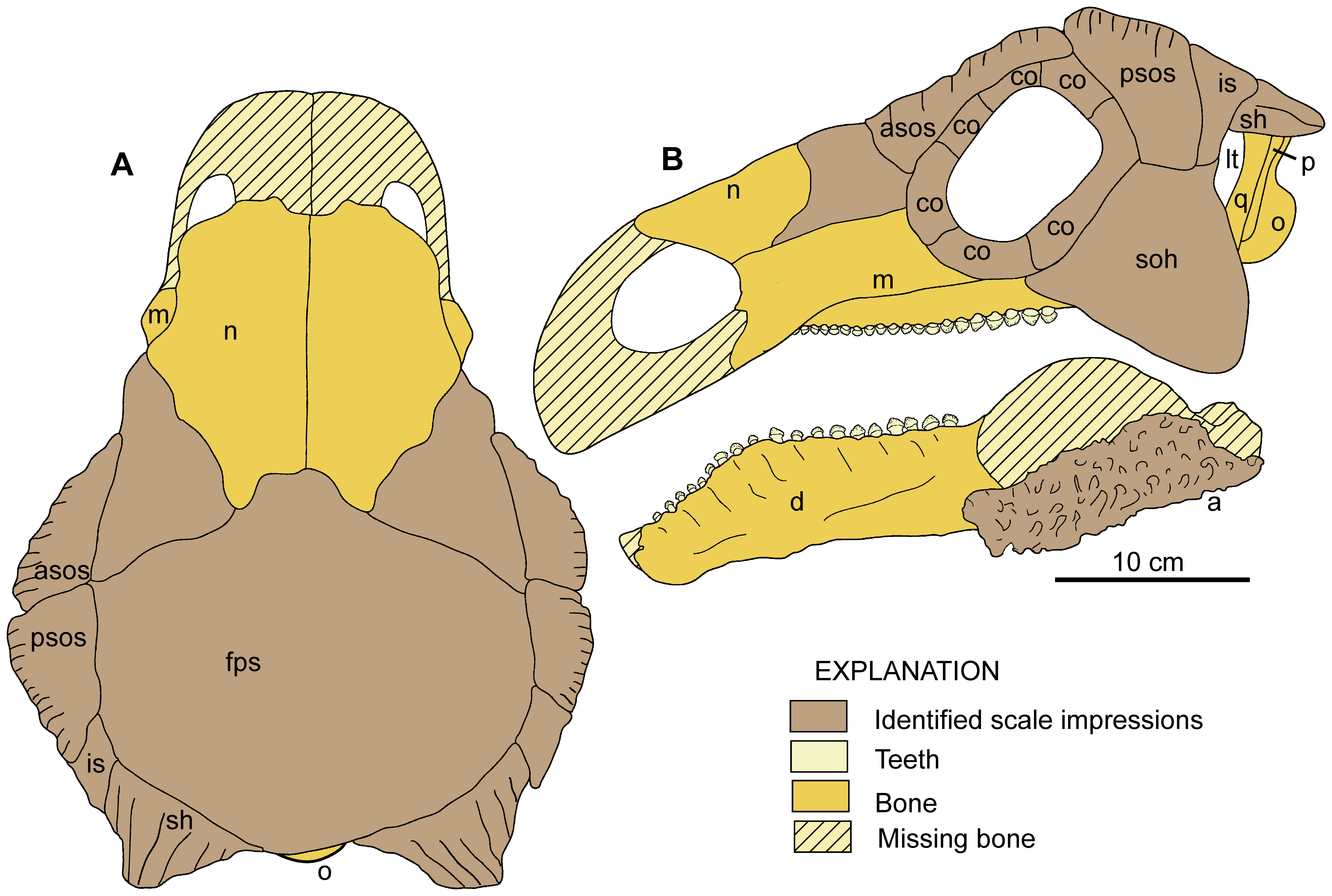
颅骨重建图

欧洲盾龙是一种中等大小的结节龙科，长约4.5米。
欧洲盾龙与其他甲龙类的区别在于以下诊断特征：它的方骨比任何其他甲龙都短，中外侧更宽。从背面看，头骨的后边缘是凹的。从侧面看，骶骨的背部一个约55°的弧形。耻骨与坐骨完全融合，形成坐耻骨连接处，但在耻骨后突和耻骨柄之间形成一个独特的槽孔。胫骨与股骨的长度比例（0.9）比已知比例的任何其他甲龙类都要大。该属还拥有位于骨盆盾外角前方的皮内成骨，与侧端扁平的龙骨形成凸缘，并具有平板状末稍。

### 骨骼

欧洲盾龙与人类的体型比较

在俯视图中，头骨呈梨形，长370.3毫米，眼窝上方的宽度为299.1毫米。外鼻孔看起来结构简单，没有任何复杂的气道。同样，次生腭似乎缺失了。在俯视图中，上颚微窄，而非典型的甲龙类沙漏状轮廓。上颌齿列的曲率也是如此。每侧有22到25颗上颌齿。最后六颗牙齿明显比前面的大。头盖骨的顶部很大程度上被额骨和顶骨上的一个大的皮内成骨覆盖。描述作者将这种骨皮解释为骨化的角鳞。头骨后方有鳞骨角。脸颊角是由方轭骨而不是颧骨形成的。

## 种系发生学

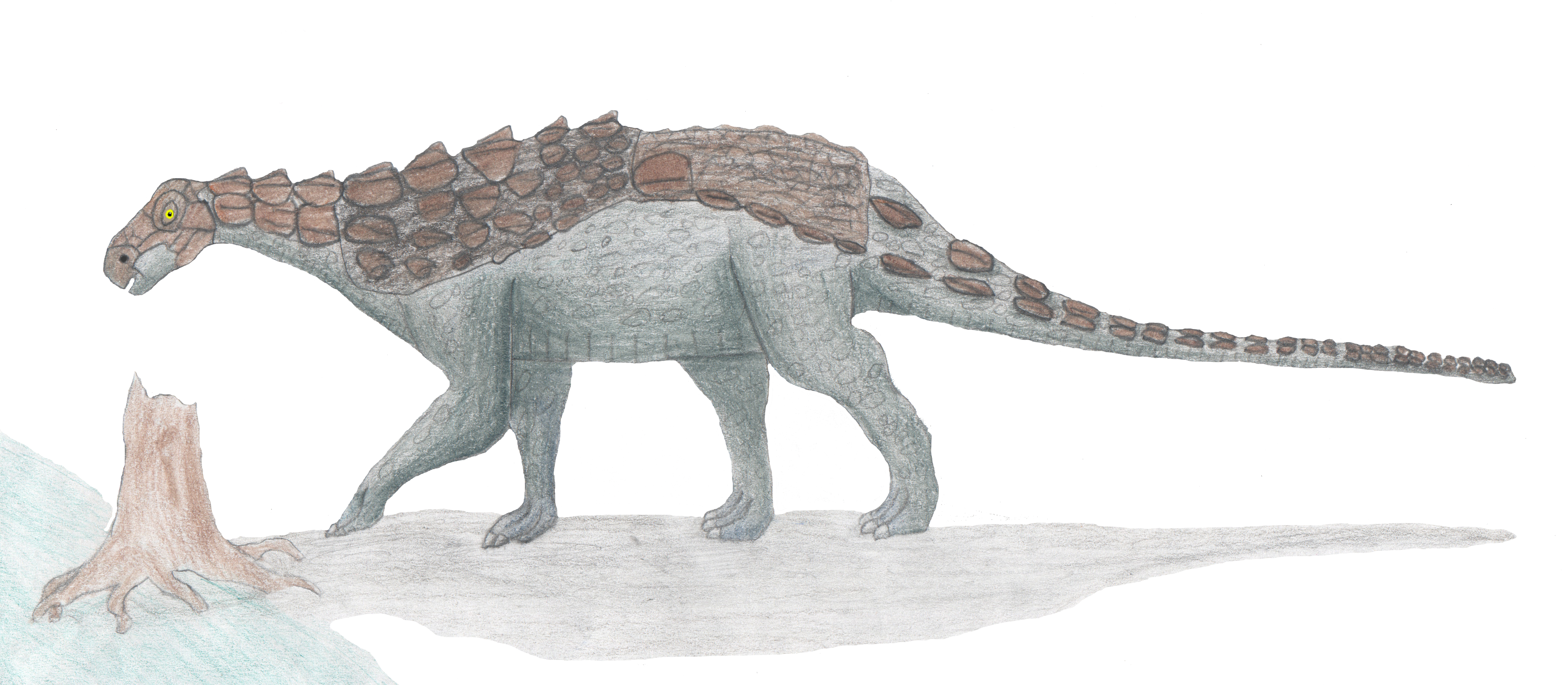
复原图

欧洲盾龙被其描述者归入结节龙科，与欧洲结节龙科胄甲龙、匈牙利龙和厚甲龙一起形成一个较小的演化支――厚甲龙亚科。
作者认为本属是欧洲已知的最古老的结节龙科。他们指出，它的出现是作为一种取代多刺甲龙科的结节龙科恐龙，与同时代北美洲的情况相似。他们认为这不是巧合，而是一个迹象，表明北美和欧洲的动物群还没有像早先推测的那样被发展中的北大西洋分开。